# Henri III de Brabant
Henri III de Brabant, dit le Débonnaire, né vers 1231, mort à Louvain le 28 février 1261, est duc de Brabant de 1248 à 1261. Il est le fils d'Henri II de Brabant, duc de Brabant, et de Marie de Souabe. En tant que trouvère, il produit quatre chansons en langue française.

## Histoire

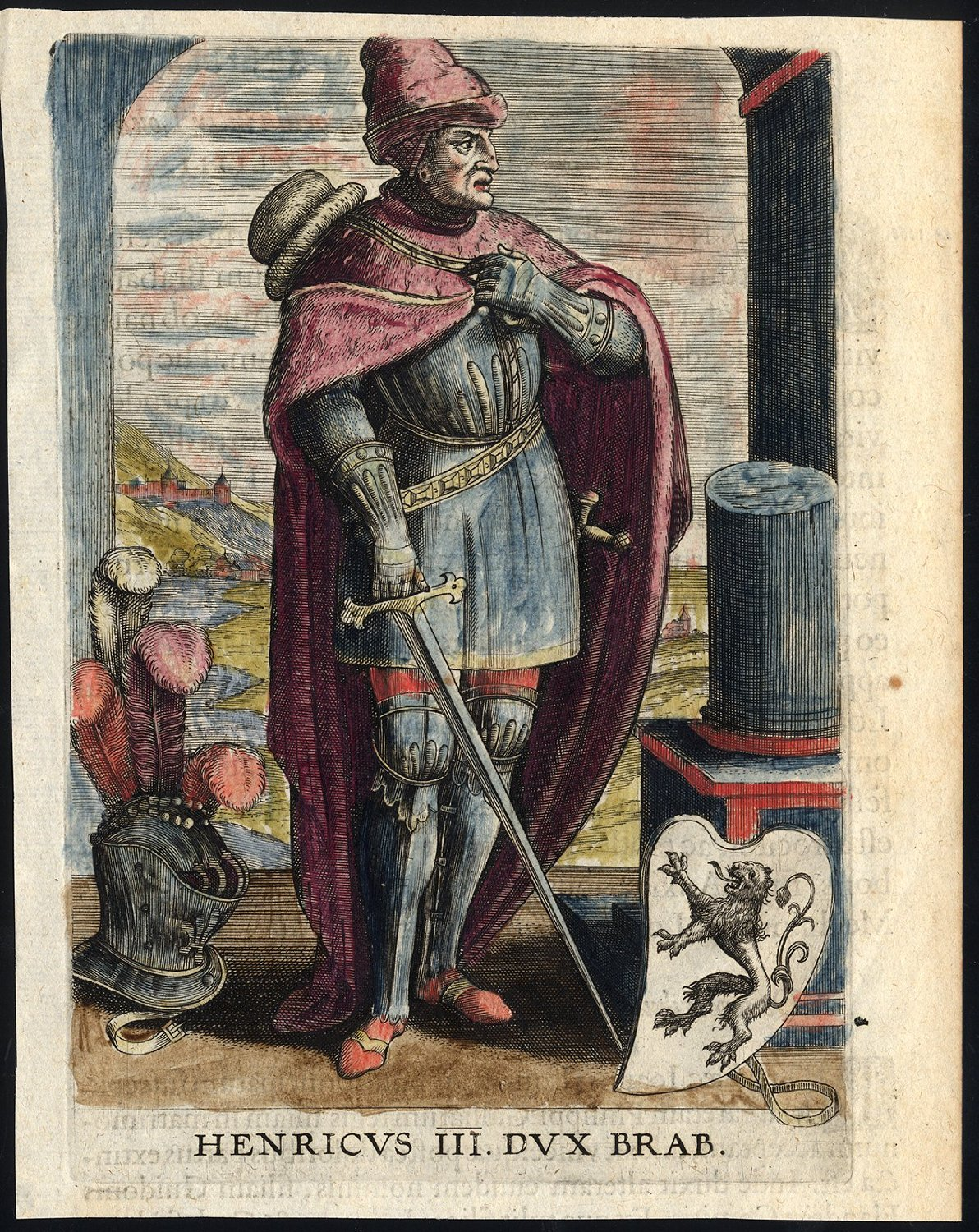
Representation de Henri III de Brabant au XVIIe siècle, Ducum Brabantiae chronica.

Il fait ses premières armes aux côtés de son parent Guillaume de Hollande, élu roi des Romains, à la conquête du Saint-Empire et assiste à son couronnement le 1er novembre 1248 à Aix-la-Chapelle. Mais il ne participe pas à la Guerre de Succession de Flandre et du Hainaut dans laquelle sont impliqués le fils et le beau-frère de l'empereur, et s'allie à leur ennemi, Guillaume III de Dampierre, comte de Flandre, qui devient son beau-frère. Il cherche surtout à assurer la paix dans l'ancienne Lotharingie et y parvient avec succès, malgré la haine qui oppose les Dampierre aux Avesnes, puis les désordres qui suivent la mort de Guillaume de Hollande et les affrontements entre ses deux successeurs en concurrence, Richard de Cornouailles et Alphonse X de Castille. Malade, il signe en 1261 sur son lit de mort une charte accordant plus de droits judiciaires à ses sujets brabançons.

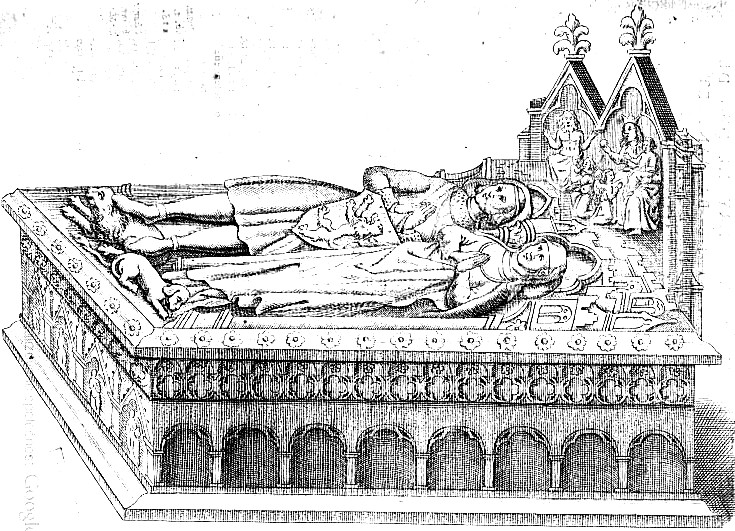
Tombeau d'Henri III et de son épouse Adélaïde.

Henri III et Adélaïde de Bourgogne furent inhumés dans un mausolée (partiellement conservé) au milieu du chœur de l'église Notre-Dame des Dominicains à Louvain, alors en construction.

## Mariage et enfants

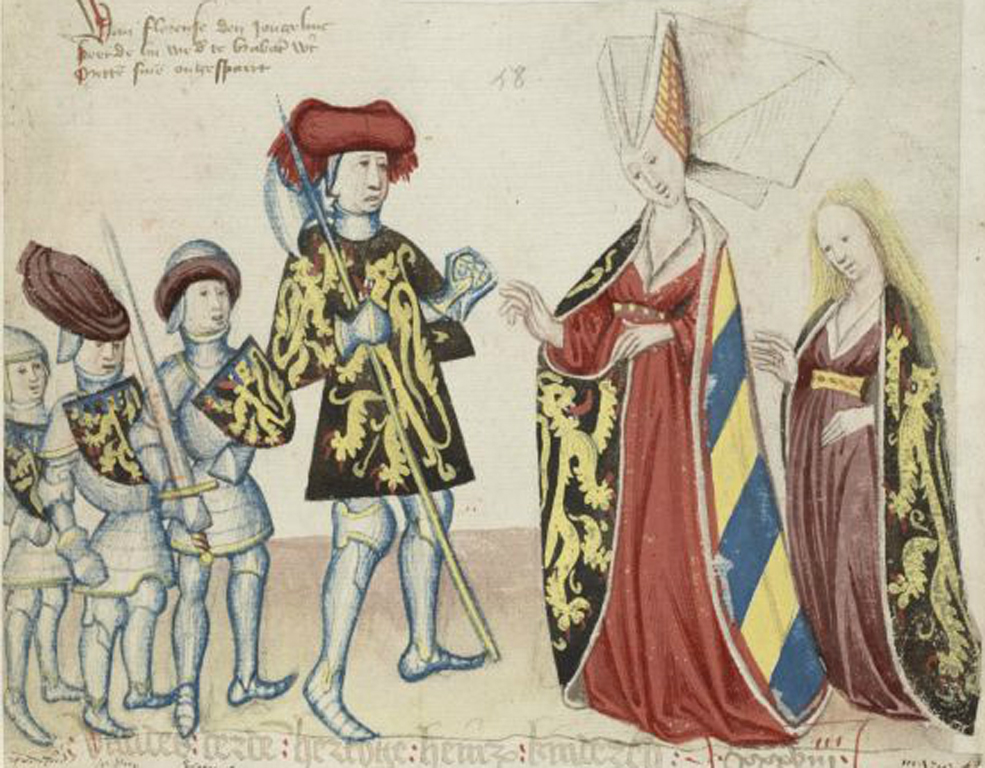
Mariage d'Henri III et d'Adélaïde de Bourgogne. Miniature par Jan van Boendale, Bibliothèque royale de Belgique.

Il épouse en 1251 Adélaïde de Bourgogne (1233-1273), fille d'Hugues IV, duc de Bourgogne, et de Yolande de Dreux. Ils ont  :
- Henri IV (1251 † 1272), duc de Brabant ;
- Jean Ier le Victorieux (1253 † 1294), duc de Brabant ;
- Godefroy († 1302), seigneur d'Aerschot, et par mariage de Vierzon avec le château de la Ferté-Imbault ;
- Marie (1256 † 1321), mariée en 1274 à Philippe III le Hardi (1245 † 1285), roi de France.